# برهان‌لی، قسطمونی
برهان‌لی (به ترکی استانبولی: Burhanlı) یک منطقهٔ مسکونی در ترکیه است که در قسطمونی واقع شده‌است.